# Землетрясение в Нью-Йорке
«Землетрясение в Нью-Йорке» (англ. Earthquake in New York) — американский телефильм-катастрофа режиссёра Терри Ингрэма. Премьера состоялась в США на канале Fox Family Channel 11 октября 1998 года.
Слоганы: «Ужасное землетрясение обрушилось на Нью-Йорк»; «Город разрушается, семья воссоединяется».

## Сюжет
17 января 1994 года, Лос-Анджелес. Ранним утром семья полицейского Джона Риккера (Грег Эвиган) оказывается разбуженной мощным землетрясением. Им всем удаётся покинуть дом невредимыми. Однако чуть позже оставшийся без присмотра младший сын Джеймс возвращается, и при очередном толчке гибнет под грудой кирпичей. После этого случая семья решает переехать в Нью-Йорк.
Проходит четыре года. Жена Джона Лора (Синтия Гибб) никак не может оправиться от гибели сына и продолжает винить себя в случившемся. Она узнаёт, что вновь беременна, и хочет сказать об этом мужу, однако Джон срочно отправляется на задание вместе со своим напарником и лучшим другом Эриком Стидмэном (Гёц Отто). Они хотят поймать серийного убийцу Малика (Пейдж Флетчер), но ему в очередной раз удаётся скрыться.
Утром вся семья разъезжается по городу. Джон отвозит своего старшего сына Эндрю (Дилан Провенчер) к причалу, откуда тот должен отправиться на экскурсию к Статуе Свободы, а сам едет на работу. Лора с дочерью Карлой спускаются в метро.
Тем временем, в центре сейсмологии начинают получать данные о слабых подземных толчках. Их заметили только очень чувствительные люди, в том числе и Джон с Лорой. Марлин Блэк (Мелисса Сью Андерсон), одной из сейсмологов, приходится убеждать прессу в том, что никакой опасности нет, чтобы не наводить панику.
Через несколько минут происходит мощное восьмибалльное землетрясение. Многие здания полностью рушатся, от Статуи Свободы откалываются целые куски. В этот момент Джон и Эрик едут по улице и замечают Малика, но благодаря толчкам ему снова удаётся убежать. Сами полицейские чуть не гибнут из-за арматуры, вонзившейся в лобовое стекло их машины. Поезд, в котором ехали Лора с Карлой сходит с рельс и несколько раз переворачивается.
Оправившись от шока полицейские пытаются выяснить, что с их близкими. Попытки дозвониться до них бесполезны, связь оборвана. Многие люди в перевернувшемся поезде погибли, но Лора с дочкой выжили. Вместе с ними выжил и психолог Роберт Траск (Майкл Саразин). Он помогает всем сохранять спокойствие и предпринимает попытки выбраться из поезда. Лора с ним сближается и рассказывает историю гибели своего сына.
Эндрю вместе со своими одноклассниками Александрой и Пекером, а также учительницей мисс Кларк в момент землетрясения находились на самой вершине статуи. Многие лестничные проёмы разрушены и им приходится с трудом спускаться на нижние уровни, рискуя сорваться вниз.
Вскоре происходит ещё несколько толчков. У Эмпайр-стейт-билдинг повреждается основание, и огромный небоскрёб обрушивается на улицы. Джон едва не гибнет под его обломками.
Лора с другими пассажирами всё же выбирается из вагона за секунды до того, как он соскальзывает в глубокую пропасть. Убегая от потока горящего газа, доктор Траск подворачивает ногу. Лора решает его не бросать и просит одну из пассажирок сообщить своё местонахождение полицейским в надежде, что информация дойдёт до мужа. Идя по тоннелю Лора, Карла и Траск заходят в тупик, а после очередного толчка Карла оказывается в ловушке под камнями.
Эрик, зная о беременности Лоры, рассказывает об этом Джону. Выяснив, где она находится, детективы спускаются в подземные тоннели вопреки приказам своего начальства. Вместе с ними идёт сейсмолог Марлин для получения данных из датчиков. Они не замечают, что в тоннель спускается Малик. Когда Джон остаётся один, Малик нападает на него. В короткой схватке убийца погибает, будучи отброшенным на оголённые электрические провода.
Полицейские слышат голос Лоры и находят её по звуку. Пробравшись через груду обломков, семья воссоединяется, а Карлу вытаскивают из-под камней. Уже на выходе из тоннеля на Джона и Лору обрушиваются камни. Эрик отбрасывает их в сторону, приняв удар на себя. Он получает тяжёлые травмы, но выживает.
Несмотря на всё пережитое, Джон с Лорой решают не покидать город. До них доходит информация, что Эндрю со своими одноклассниками смогли спуститься со Статуи Свободы и родители отправляются за сыном.

## В ролях
| Актёр                | Роль                         |
| -------------------- | ---------------------------- |
| Грег Эвиган          | детектив Джон Риккер         |
| Синтия Гибб          | Лора Риккер                  |
| Гёц Отто             | детектив Эрик Стидмэн        |
| Мелисса Сью Андерсон | сейсмолог Марлин Блэк        |
| Дилан Провенчер      | Эндрю Риккер                 |
| Брин МакОли          | Карла Риккер                 |
| Ванесса Ли Эвиган    | Александра Фуллер            |
| Дэн Уарри-Смит       | Пекер                        |
| Пейдж Флетчер        | Малик                        |
| Майкл Саразин        | доктор Роберт Траск          |
| Майкл Мориарти       | капитан полиции Пол Стеннинг |

## Дополнительные факты
- В фильме Нордтриджское землетрясение начинается в 4:06. В действительности оно произошло в 4:31 по Тихоокеанскому стандартному времени.
- Кадры крушения поезда взяты из фильма «Денежный поезд».